# Canal de Cotaique
O canal de Cotaique (em armênio: Կոտայքի ջրանցք; romaniz.: Kotayk’ ǰrants’k) é um canal na província de Cotaique, na Armênia. Começa no canal de derivação de terceiro estágio (desvio) da usina hidrelétrica de Argel da cascata de Sevã-Razdã. Foi construído e colocado em operação em 1962. O comprimento é de 43 quilômetros e a capacidade é de 6 m³/seg. A rede de irrigação é totalmente coberta. Após a abertura do canal, as águas de alta qualidade das nascentes de Akunk são usadas para o abastecimento de água da cidade de Erevã. Ela irriga as terras da região de Cotaique (8,3 mil hectares) e as áreas vizinhas de Erevã (192 hectares).